# Ivan Mráz
Ivan Mráz (24. května 1941 Levoča – 18. května 2024 Kostarika) byl československý fotbalista, útočník, reprezentant. Po skončení aktivní kariéry pracoval jako trenér, novinář – zpravodaj ČTK v Římě, trenér a manažer v Kostarice. Děti Viktor (1967), Kristina (1974) , Martin (1990), Marcel (1992)

## Fotbalová kariéra
Jako hráč prošel postupně čtyřmi kluby: Slovanem Bratislava, Spartou, Duklou a MVV Maastricht. Hrál na pozici útočníka, V československé lize nastoupil ke 161 utkáním, v nichž nastřílel 55 branek. Za národní tým odehrál 4 zápasy s bilancí pěti branek, za reprezentační B-tým nastoupil ve 3 utkáních, za olympijskou reprezentaci nastoupil v 6 utkáních a dal 6 gólů, za juniorskou reprezentaci nastoupil v 7 utkáních a dal 4 góly a za dorosteneckou reprezentaci nastoupil ve 4 utkáních a dal 1 gól. Patřil k fotbalovému mužstvu, které na LOH 1964 získalo stříbrné medaile. Vítěz Československého poháru 1963/64, finalista 1966/67, vítěz 1971/72. V Poháru mistrů evropských zemí nastoupil ve 17 utkáních a dal 12 gólů a v Poháru vítězů pohárů nastoupil v 5 utkáncích a dal 6 gólů. Byl se 6 góly nejlepším střelcem Poháru vítězů pohárů 1964/65.

## Ligová bilance
| Ročník                                   | Zápasy | Góly | Klub                   |
| ---------------------------------------- | ------ | ---- | ---------------------- |
| 1. československá fotbalová liga 1959/60 | 4      | 2    | Slovan Bratislava      |
| 1. československá fotbalová liga 1960/61 | 23     | 3    | Slovan Bratislava      |
| 1. československá fotbalová liga 1961/62 | 12     | 2    | Slovan Bratislava      |
| 1. československá fotbalová liga 1962/63 | 3      | 0    | Slovan Bratislava      |
| 1. československá fotbalová liga 1963/64 | 26     | 6    | Spartak Praha Sokolovo |
| 1. československá fotbalová liga 1964/65 | 23     | 16   | Sparta Praha           |
| 1. československá fotbalová liga 1965/66 | 12     | 6    | Sparta Praha           |
| 1. československá fotbalová liga 1965/66 | 4      | 1    | Dukla Praha            |
| 1. československá fotbalová liga 1966/67 | 12     | 10   | Sparta Praha           |
| 1. československá fotbalová liga 1967/68 | 19     | 5    | Sparta Praha           |
| 1. československá fotbalová liga 1968/69 | 10     | 3    | Sparta Praha           |
| Eredivisie 1968/69                       | 19     | 7    | MVV Maastricht         |
| Eredivisie 1969/70                       | 32     | 14   | MVV Maastricht         |
| Eredivisie 1970/71                       | 29     | 7    | MVV Maastricht         |
| Eredivisie 1971/72                       | 16     | 4    | MVV Maastricht         |
| 1. československá fotbalová liga 1970/71 | 5      | 1    | Dukla Praha            |
| 1. československá fotbalová liga 1971/72 | 10     | 1    | Sparta Praha           |
| CELKEM 1. československá liga            | 162    | 55   |                        |

## Trenérská kariéra
- 1. československá fotbalová liga 1974/75 Sparta Praha – vítěz Českého poháru, sestup do II. ligy
- od 1978 LD Alajuelense – Kostarika